# أحمد عادل (لاعب كرة قدم مصري)
أحمد عادل محمد إبراهيم لاعب كرة قدم مصري، يلعب حاليًا لنادي الشرقية في مركز الظهير الأيمن.

## وصلات خارجية
- أحمد عادل على موقع قاعدة بيانات كرة القدم.إي يو (الإنجليزية)